# Памятники Тирасполя
Па́мятники Тирасполя — список всех памятников выдающимся людям, мемориальных комплексов и монументов на территории города Тирасполь, Приднестровье.

## Список памятников и скульптурных композиций
| Фото                                  | Название                                                                                         | Год             | Авторы                                                                                | Тема                                              | Место нахождение                                                                                         |
| ------------------------------------- | ------------------------------------------------------------------------------------------------ | --------------- | ------------------------------------------------------------------------------------- | ------------------------------------------------- | --- |
|                                       | Памятник А. В. Суворову                                                                          | 1979            | скульпторы Валентин и Владимир Артамоновы, архитекторы Я. Г. Дружинин, Ю. Г. Чистяков | Памятники государственным и военным деятелям      | площадь Суворова                                                                                         |
|                                       | Памятник Ленину В. И.                                                                            | 1987            | скульпторы И. В. Томский, В. С. Климачев, архитектор А. В. Нарольский                 | Памятники государственным и политическим деятелям | Центр города, перед зданием Верховного Совета и Правительства Приднестровья                              |
|                                       | Памятник-бюст Ленину В. И.                                                                       | неизвестен      | Г.Соломинов                                                                           | Памятники государственным и политическим деятелям | Центральная часть города, перед зданием Городской Администрации                                          |
|                                       | Памятник танк «Т-34»                                                                             |                 |                                                                                       | Памятники Великой Отечественной войны             | Мемориал Славы                                                                                           |
|                                       | Монумент Скорбящей Матери                                                                        | 2010            | скульптор Виктор Ткаченко                                                             | Памятники погибшим защитникам Приднестровья       | Мемориал Славы                                                                                           |
|                                       | Памятник защитнику Приднестровья                                                                 | 2010            | скульптор Виктор Ткаченко                                                             | Памятники погибшим защитникам Приднестровья       | Мемориал Славы                                                                                           |
|                                       | Памятник Котовскому Г. И.                                                                        | 1960            | скульптор Л. И. Дубиновский                                                           | Памятники государственным и политическим деятелям | в центре Парка «Победа»                                                                                  |
|                                       | Памятник Екатерине II                                                                            | 2020            | студия «Везувий»                                                                      | Памятники государственным и политическим деятелям | площадь Суворова, Екатериненский парк                                                                    |
|                                       | Памятник-бюст первому космонавту Юрию Гагарину                                                   | 1977            | скульптор Б. И. Дюжев                                                                 | Памятники космонавтам                             | бульвар Гагарина                                                                                         |
|                                       | Памятник-бюст декабристу Раевскому В. Ф.                                                         | 1975            | скульптор В. К. Кузнецов, архитектор Г. В. Соломинов                                  | Памятники государственным и военным деятелям      | Ул. Федько в районе Бородинской площади, перед зданием средней школы № 17                                |
|                                       | Памятник-бюст академику Зелинскому Н. Д.                                                         | 1981            | скульптор О. Л. Островская, архитектор А. В. Нарольский                               | Памятники выдающимся учёным                       | Центр города, перед зданием гуманитарно-математической гимназии (бывшая школа № 6)                       |
|                                       | Памятник Шевченко Т. Г.                                                                          | 1980            | скульптор Дерунов (Москва), архитектор А. В. Нарольский                               | Памятники поэтам и писателям                      | Театральная площадь, возле Приднестровского государственного университета                                |
|                                       | Памятник-бюст Пушкину А. С.                                                                      | 1993            | скульптор В.Артамонов, архитектор А. В. Нарольский                                    | Памятники поэтам и писателям                      | Ул. Советская, перед зданием средней школы № 2                                                           |
|                                       | Памятник-бюст Кутузову М. И.                                                                     | 1997            | скульптор В. К. Кузнецов, архитектор А. В. Нарольский                                 | Памятники государственным и военным деятелям      | Бородинская площадь, перед Домом офицеров российской армии                                               |
|                                       | Памятник Францу де Волану                                                                        | 2007            | скульптор Александр Токарев, архитектор А. В. Нарольский                              | Памятники государственным и военным деятелям      | площадь Суворова                                                                                         |
|                                       | Памятник-бюст Григория Потёмкина-Таврического                                                    | 2020            | студия «Везувий»                                                                      | Памятники государственным и военным деятелям      | сквер Де Волана, площадь Суворова                                                                        |
|                                       | Памятник-бюст Синёву В. Г.                                                                       | 2009            | скульптор Александр Токарев, архитектор А. В. Нарольский                              | Памятники государственным и политическим деятелям | площадь Суворова                                                                                         |
|                                       | Памятник-бюст Соловьёвой В. С.                                                                   | 2008            | скульптор Александр Токарев, архитектор А. В. Нарольский                              | Памятники государственным и политическим деятелям | площадь Суворова                                                                                         |
|                                       | Памятник Пушкину А. С.                                                                           | 1990            | скульптор В. Г. Клыков, архитектор А. В. Нарольский                                   | Памятники поэтам и писателям                      | Ул. Свердлова, возле Центральной библиотеки им. А. С. Пушкина (напротив гостиницы «Россия»)              |
|                                       | Памятник Жертвам фашизма Великой Отечественной войны                                             | 1989            | архитектор А. В. Нарольский                                                           | Памятники Великой Отечественной войны             | Район Кирпичная слободка, ул. Коммунаров                                                                 |
|                                       | Памятник студентам и преподавателям павшим в боях за Родину                                      | 1979            | скульптор Р. П. Дербенцев                                                             | Памятники Великой Отечественной войны             | Театральная площадь, возле Приднестровского государственного университета                                |
|                                       | Памятник Воинам-авиаторам                                                                        | 1975            | архитекторы: Я. Г. Дружинин, К. Рыженко                                               | Памятники Великой Отечественной войны             | Октябрьский район, сквер между ул. Юности и ул. Каховской                                                |
|                                       | Обелиск Воинам-освободителям 37-й армии                                                          | 1969            | архитекторы Я. Г. Дружинин, И. Д. Воронин                                             | Памятники Великой Отечественной войны             | пл. Бородинская                                                                                          |
|                                       | Памятник «Сынам Отечества -воинам афганской войны 1979—1989 гг.»                                 | 1995            | скульптор А. П. Токарев, архитектор А. В. Нарольский                                  | Памятники Афганской войны                         | Мемориальный комплекс Славы                                                                              |
|                                       | Барельеф в честь избрания М. В. Фрунзе почетным депутатом на съезде Советов Тираспольского уезда | неизвестен      | автор Л. И. Дубиновский                                                               | Памятники государственным и военным деятелям      | Мемориальный комплекс Славы                                                                              |
|                                       | Барельеф Героям Советского Союза и Социалистического труда учившимся в этой школе                | неизвестен      | неизвестен                                                                            | Памятники государственным и военным деятелям      | На здании школы № 6 (ныне гимназия)                                                                      |
|                                       | Памятник в честь электростанции 1922 года МССР, названной именем В. И. Ленина                    | 1984            | изготовлен на Московском скульптурном комбинате                                       | Памятник                                          | Центральная часть города, ул. 25 Октября перед её пересечением с ул. Правды (бывший Семёновский бульвар) |
|                                       | Памятник Н. И. Вавилову                                                                          | неизвестен      | неизвестен                                                                            | Памятники выдающимся учёным                       | ул. Мира,50.                                                                                             |
|                                       | Памятник-бюст Кирову С. М.                                                                       | неизвестен      | архитектор А. В. Нарольский, строитель М. И. Соловей                                  | Памятники государственным и политическим деятелям | ул. Сакриера, 2                                                                                          |
| Внешние медиафайлы Памятник возле ХБК | Памятник работникам ПХБО, погибшим в войне 1992 года                                             | 1995            | скульптор А. П. Токарев, архитектор А. В. Нарольский                                  | Памятники погибшим защитникам Приднестровья       | Магистральный проезд.                                                                                    |
|                                       | Памятник воинам-освободителям                                                                    | 1980            | неизвестен                                                                            | Памятники Великой Отечественной войны             | пос. Новотираспольский, ул. Советская, территория аграрного колледжа им. М. В. Фрунзе                    |
|                                       | Памятник рабочим завода им. С. М. Кирова, погибшим в годы ВОВ                                    | 1980            | Ю. С. Денис                                                                           | Памятники Великой Отечественной войны             | на территории Тираспольской крепости у бастиона «Владимир»                                               |
|                                       | Памятник Владимиру Крутову                                                                       | 22 августа 2013 |                                                                                       | Памятники спортсменам                             | Перед ледовым комплексом «Снежинка»                                                                      |
|                                       | Памятник-бюст Дьяченко И. Д.                                                                     | 2012            | скульптор Александр Токарев                                                           | Памятники государственным и политическим деятелям | площадь Суворова                                                                                         |
|                                       | Памятник подковы «На счастье!»                                                                   | 2014            | скульптор                                                                             | Памятники                                         | Парк культуры и отдыха «Победа»                                                                          |
|                                       | Памятник приднестровскому рублю                                                                  | 2014            | скульптор Евгений Иовица, автор Евгений Важев                                         | Памятники денежным знакам                         | перед входом в ПРБ                                                                                       |
|                                       | Памятник А. В. Суворову                                                                          | 2017            | Вячеслав Москаленко                                                                   | Памятники государственным и военным деятелям      | На территории Суворовского училища                                                                       |
|                                       | Памятник «Воину-миротворцу» России                                                               | 2017            |                                                                                       |                                                   | Бородинская площадь                                                                                      |
|                                       | Памятник «Жертвам Холокоста»                                                                     | 2018            |                                                                                       |                                                   | |
|                                       | Памятник «Гарри Поттер»                                                                          | 2021            |                                                                                       |                                                   | Приднестровский государственный университет имени Т. Г. Шевченко                                         |
| Внешние медиафайлы                    |                                                                                                  |                 |                                                                                       |                                                   | |
|                                       | Памятник возле ХБК                                                                               |                 |                                                                                       |                                                   | |

## Исчезнувшие памятники
В 1912 году были открыты памятник Славы житомирцам и памятник героям-астраханцам, но в советское время монументы были уничтожены.
| Фото                                                                  | Название              | Год        | Авторы                                                                 | Тема                                              | Место нахождение |
| --------------------------------------------------------------------- | --------------------- | ---------- | ---------------------------------------------------------------------- | ------------------------------------------------- | --- |
| [ 18 ]                                                                | Памятник Кирову С. М. | 1986       | скульпторы Валентин и Владимир Артамоновы, архитектор А. В. Нарольский | Памятники государственным и политическим деятелям | Бывший парк культуры им. Кирова на ул. Ленина, демонтирован в связи с реконструкцией территории парка                                                                |
| Внешнее изображение Архивная копия от 4 марта 2016 на Wayback Machine | Памятник Ленину В. И. | неизвестен | неизвестен                                                             | Памятники государственным и политическим деятелям | Площадь Конституции, ныне площадь Суворова, был демонтирован в 1987 в связи с установкой нового памятника Ленину у здания ГК КПМ (ныне здание Верховного Совета ПМР) |

## Мемориальные доски
В честь известных тираспольчан установлен ряд мемориальных досок:
| Внешние медиафайлы | Внешние медиафайлы |
| ------------------ | ------------------ |
|                    | Кудрявцев Владимир |

| Внешние изображения | Внешние изображения |
| ------------------- | ------------------- |
|                     | Освящение таблички  |
|                     | Памятная табличка   |